# Chrysopa pallens
Chrysopa pallens är en insektsart som först beskrevs av Jules Pièrre Rambur 1838.  Chrysopa pallens ingår i släktet Chrysopa och familjen guldögonsländor. Arten är reproducerande i Sverige. Inga underarter finns listade i Catalogue of Life.

## Bildgalleri

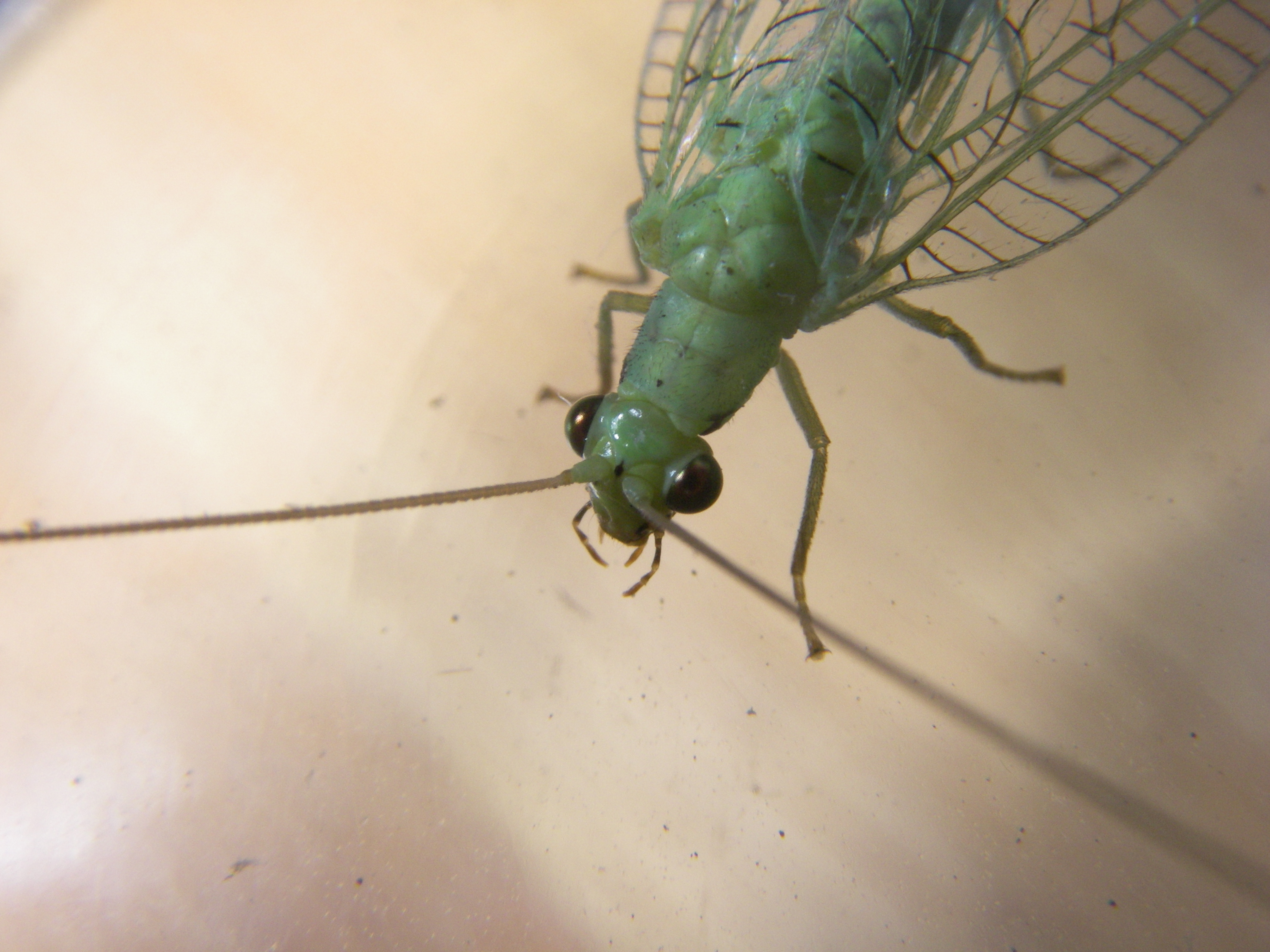
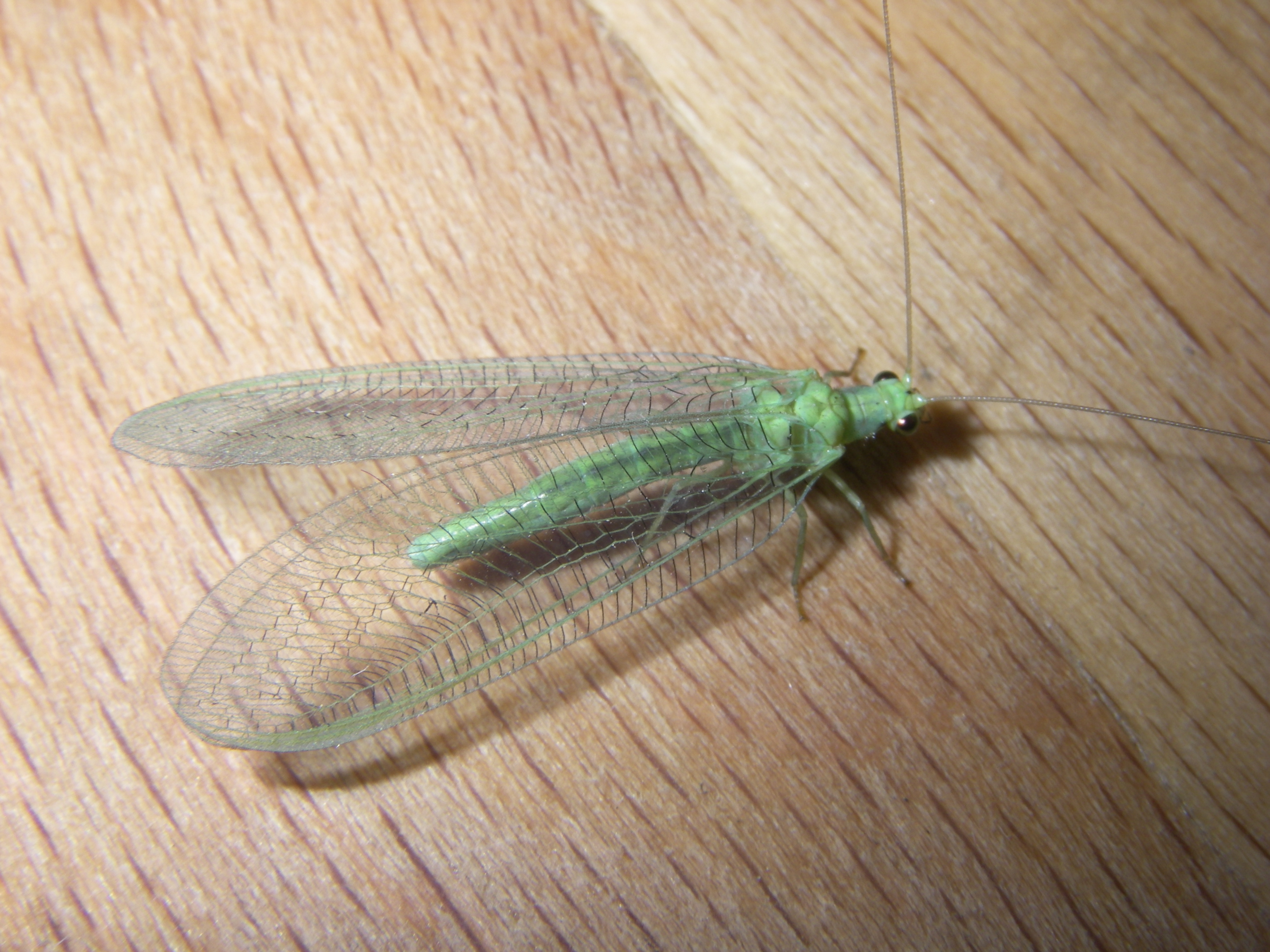
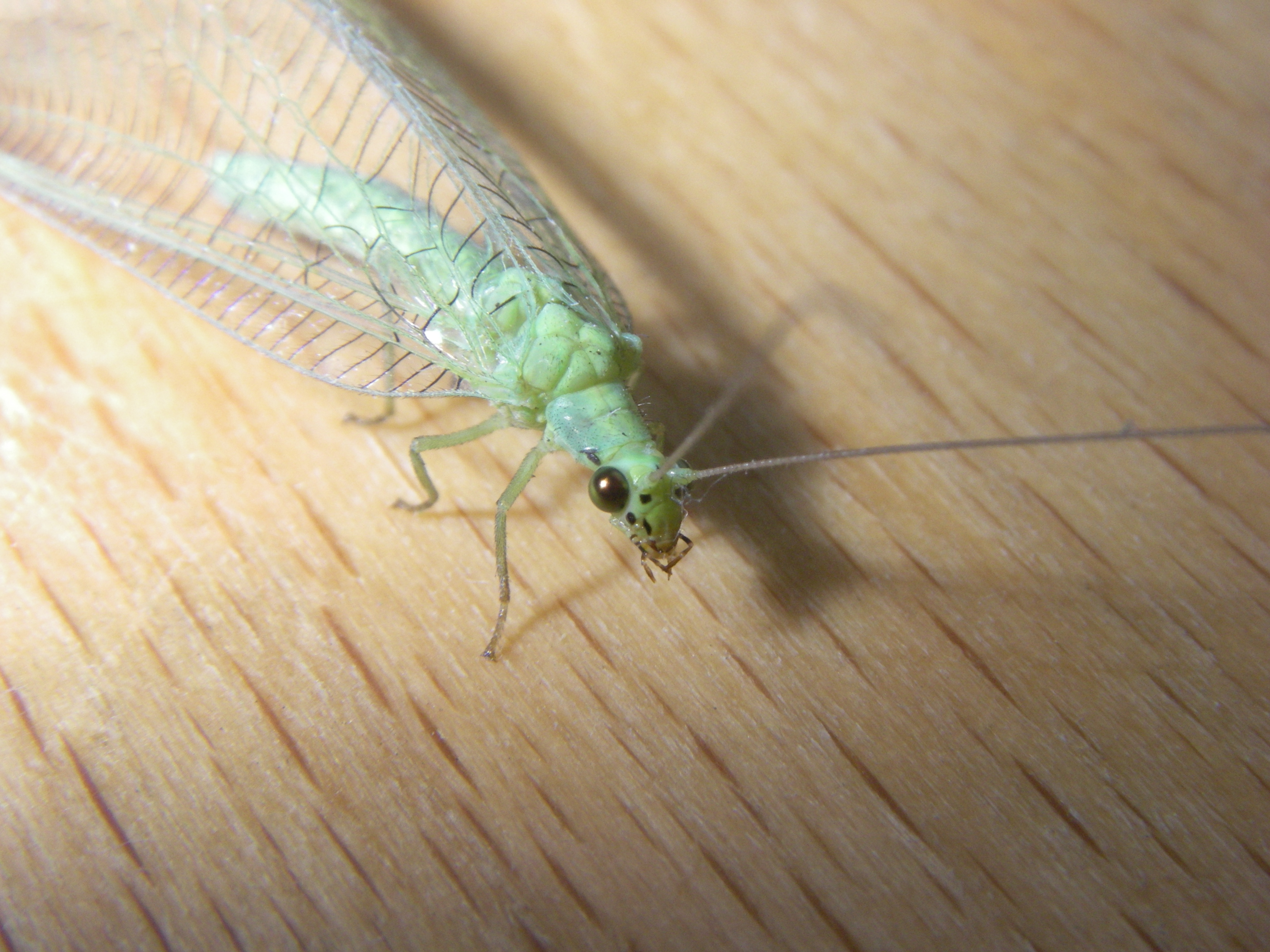